# Saara Back
Saara Back o Bäck (Helsinki, ) es una naturalista, botánica, bióloga marina, brióloga, taxónoma, conservadora, y exploradora finesa. Desde mayo de 2015 es Ministra de Medio Ambiente (YM) en el gobierno federal de Finlandia, Departamento de Áreas Naturales Ambientales/ Hídricas y Marinas.

## Carrera
En 1999, obtuvo el doctorado por la Universidad Queen’s de Belfast.
Desarrolla actividades académicas y científicas en la Universidad de Helsinki, con las líneas de investigación en Ciencias Biológicas (sistemática molecular, biodiversidad, banquisa, algas y en Ciencias de la educación (enseñanza basada en la investigación). Es docente en ciencias acuáticas.

## Algunas publicaciones
- laura Uusitalo, sakari Kuikka, pirkko Kauppila, pirkko Söderkultalahti, saara Bäck. 2012. Assessing the Roles of Environmental Factors in Coastal Fish Production in the Northern Baltic Sea : A Bayesian Network Application. Integrated Environmental Assessment and Management 8 (3): 445 - 455 resumen.

- heta Rousi, heikki Peltonen, johanna Mattila, saara Bäck, erik Bonsdorff. 2011. Impacts of physical environmental characteristics on the distribution of benthic fauna in the northern Baltic sea Archivado el 21 de abril de 2018 en Wayback Machine.. Boreal Environment Res. suplemento B, 16: 521 - 536.

- h. Ahtiainen, j. Artell, j. Helin, a. Huhtala, k. Hyytiäinen, k. Koikkalainen. 2010. Miten vertailla Itämeren suojelun kustannuksia ja hyötyjä? (How to compare the cost and benefits of protecting the Baltic Sea?). En: saara Bäck, markku Ollikainen, erik Bonsdorff, annukka Eriksson, eeva-Liisa Hallanaro, sakari Kuikka, markku Viitasalo, mari Walls (edts.) Itämeren tulevaisuus. Gaudeamus. p. 208 - 219.

- saara Bäck. 2001. Classification of Ecological Status of Lakes and Rivers, v. 584 de Tema nord. Publicó Nordic Council of Ministers, 95 p. ISBN 928930703X, ISBN 9789289307031

- annamaija Lehvo, saara Bäck. 2001. Survey of macroalgal mats in the Gulf of Finland, Baltic Sea. Aquatic Conservation: Marine & Freshwater Ecosystems 11 (1): 11 – 18 resumen.

- saara Bäck, annamaija Lehvo, Jaanika Blomster. 2000. Mass occurrence of unattached Enteromorpha intestinalis on the Finnish Baltic Sea coast. Annales Botanici Fennici 37 (3): 155 - 161 resumen.

### Libros
- saara Bäck, et al. 2010. Itämeren tulevaisuus (El futuro del Mar Báltico). Helsinki, Gaudeamus ISBN 978-952-495-132-6.
  - -----------------, Anna-Stiina Heiskanen. Sopimuksien turvin pitkäjänteiseen ja tehokkaaseen suojeluun, p. 284 – 305.

- saara Bäck, et al. 1998. Operative methods for mapping and monitoring phytobenthic zone biodiversity in the Baltic Sea: II [i.e. 2nd] report of the PHYTOBIOS project. TemaNord ; 1998:568, ISSN 0908-6692 publicó Nordic Council of Ministers, 72 p. ISBN 9289302321, ISBN 9789289302326

- La abreviatura «S.Back» se emplea para indicar a Saara Back como autoridad en la descripción y clasificación científica de los vegetales.[6]